# Jockum
Jockum är ett ovanligt mansnamn; i juli 2019 fanns det i Sverige 50 personer med förnamnet Jockum.
Namnet är en dansk och tysk variant av Joakim. Namnsdag saknas sedan 1993,  men mellan 1986 och 1993 kunde Jockum firas den 20 mars.

## Kända personer vid namn Jockum
- Jockum Nordström, svensk konstnär
- Torsten Jockum Boltenstern, kapten, se Hansakatastrofen
- Jockum Aniansson, adjunkt i Matematik vid KTH[3]